# Google Looker Studio
Google Looker Studio ist eine Software der Google LLC zur Verwaltung und Visualisierung von Massendaten. Im Gegensatz zu Google Analytics können hier benutzerdefinierte und interaktive Berichte und Dashboards erstellt werden. Die Software richtet sich mit einer einfacheren Bedienung an unerfahrenere Anwender.
Google Looker Studio lässt sich als Webanwendung über den Webbrowser aufrufen. Anwendung findet das Tool hauptsächlich im Bereich Suchmaschinenmarketing, Suchmaschinenoptimierung und E-Commerce.

## Funktionen
Sobald eine Datenquelle hinzugefügt wurde, kann sie in Echtzeit mit verschiedenen Visualisierungsoptionen beobachtet werden. Dafür stehen auch verschiedene Filter (z. B. für den Zeitraum oder Aufrufe) zur Verfügung. Datenquellen lassen sich auch mischen und Berichte aus den Daten erstellen. Ebenfalls ist es möglich, Grafiken, Texte und Bilder hinzuzufügen. Die Dashboards können online von mehreren Leuten bearbeitet und verwaltet werden.

## Datenquellen
Google Looker Studio unterstützt unter anderem die folgenden Datenquellen:
- Dateien aus Google Drive
- Google Ads
- AppSheet
- Amazon Redshift
- Campaign Manager 360
- Display & Video 360
- Google Surveys
- Google Ad Manager 360
- Tables by Area 120
- Attribution 360
- BigQuery
- Cloud-SQL
- DCM
- Google Analytics
- Google-Tabellen
- MySQL
- PostgreSQL
- Google Search Console
- YouTube Analytics

Insgesamt werden über 800 Datenquellen unterstützt. Zusätzlich gibt es über 680 sogenannte connectors, welche über Drittanbieter noch viele weitere Datenquellen mit dem Looker Studio verbinden.

## Geschichte
Im Mai 2016 wurde das Werkzeug in einer kostenlosen Beta-Version unter dem Namen Google Data Studio veröffentlicht. Im Laufe der Entwicklung wurde es vielfach verbessert und überarbeitet, und Wünsche aus der Netzgemeinde wurden implementiert. Am 21. September 2018 wurde die Software offiziell kostenlos für jeden veröffentlicht. Im Rahmen der Datenschutz-Grundverordnung wurden 2018 die Nutzungsbedingungen der Plattform stark angepasst. Nachdem Google 2019 das Analyse-Startup Looker für 2,6 Milliarden Euro gekauft hatte, wurde Data Studio im Oktober 2022 offiziell zu Looker Studio umbenannt. Es ist als kostenlose sowie als kostenpflichtige Version (Looker Studio Pro: 9 $ pro Nutzer und Monat) verfügbar.

## Rezeption
Gelobt wird die einfache Steuerung, Flexibilität und Einfachheit gegenüber vergleichbarer Software. Es sei daher das ideale Berichtswerkzeug und Hilfsmittel für Anwender, die Berichte auf Basis verschiedener Datenquellen erstellen wollen. Dabei verfügt es über viele Visualisierungs- und Anpassungsmöglichkeiten. Zudem ist die Anwendung kostenlos und schnell aufrufbar.